# Lijst van etnologen
Dit artikel bevat een lijst van etnologen.

## A
- Esko Aaltonen (1893-1966)
- Guillermo Abadía Morales (1912-2010)
- Bel Abbey (1916-1992)
- André Adam (1911-1991)
- Leonhard Adam (1891-1960)
- Edwin Tappan Adney (1868-1950)
- Aleksandr Vasiljevitsj Adrianov (1854-1920)
- Nikolaj Nikolajevitsj Agapitov (1840-1900)
- Wiebke Ahrndt (1963)
- Samuel Ekpe Akpabot (1932-2000)
- Ricardo Alegría (1921-2011)
- Hartley Burr Alexander (1873-1939)
- Igor Alimov (1964)
- Miguel Vale de Almeida (1960)
- Selma Al-Radi (1939-2010)
- Joan Amades (1890-1959)
- Hermann Amborn (1933)
- Helga Amesberger (1960)
- Ferdinand Anders (1930)
- Atholl John Anderson (1943)
- Walter Anderson (1885-1962)
- Bernhard Ankermann (1859-1943)
- Hedwig Anneler (1888-1969)
- Andrej Viktorovitsj Anochin (1867-1931)
- Dmitri Nikolajevitsj Anoetsjin (1843-1923)
- Vasili Ivanovitsj Anoetsjin (1875-1943)
- Christoph Antweiler (1956)
- Arjun Appadurai (1949)
- Reina Torres de Araúz (1932-1982)
- Saddeka Arebi (?-2007)
- Begoña Aretxaga (1960-2002)
- Isabel Aretz (1909-2005)
- Ella Sophia Armitage (1841-1931)
- Paul Arndt (1886-1962)
- Gottfried August Arndt (1748-1819)
- Eduard Arning (1855-1936)
- Mohamed Askari (1943)
- Scott Atran (1952)
- Marc Augé (1935)
- Eva-Maria Auch (1955)
- Joelia Pavlovna Averkiëva (1907-1980)

## B
- Jan van Baal (1909-1992)
- Johann Jakob Bachofen (1815-1887)
- Arthur Baessler (1857-1907)
- John Baily (1943)
- Charles Baissac (1831-1892)
- Georges Balandier (1920-2016)
- Herbert Baldus (1899-1970)
- Asen Balikci (1929-2019)
- Hubert Howe Bancroft (1832-1918)
- Jette Bang (1914-1964)
- Marius Barbeau (1883-1969)
- Ida Barell (1856-1927)
- Thomas Bargatzky (1946)
- Nigel Barley (1947)
- Donald Barnett (1930-1975)
- Fredrik Barth (1928-2016)
- Heinrich Barth (1821-1865)
- Thomas Sylvester Barthel (1923-1997)
- Diane Barwick (1938-1986)
- Adolf Bastian (1826-1905)
- Roger Bastide (1898-1974)
- Daisy Bates (1859-1951)
- Gregory Bateson (1904-1980)
- Cezaria Anna Baudouin de Courtenay-Ehrenkreutz-Jędrzejewiczowa (1885-1967)
- Hermann Baumann (1902-1972)
- Max Peter Baumann (1944)
- Oskar Baumann (1864-1899)
- Mart Bax (1937)
- Cynthia M. Beall (1949)
- Stefan Beck (1960-2015)
- Peter-René Becker (1949)
- Etta Becker-Donner (1911-1975)
- Martha Warren Beckwith (1871-1959)
- Wouter van Beek (1943)
- Bettina Beer (1966)
- Chris de Beet (1944-2019)
- Ruth Behar (1956)
- Heike Behrend (1947)
- Charles Tilstone Beke (1800-1874)
- Genevieve Bell (1968)
- Jelica Belović-Bernardzikowska (1870-1946)
- Franz von Benda-Beckmann (1941-2013)
- Wolfgang Bender (1946)
- Regina Bendix (1958)
- Ruth Benedict (1887-1948)
- Wendell Clark Bennett (1905-1953)
- Veronika Bennholdt-Thomsen (1944)
- Janet Bennion (1964)
- Gintaras Beresnevičius (1961-2006)
- Heinrich Berlin (Enrique Berlín) (1915-1988)
- Paul F. Berliner (1946)
- Emmy Bernatzik (1904-1977)
- Hugo Bernatzik (1897-1953)
- Catherine Helen Berndt (1918-1994)
- Ronald Murray Berndt (1916-1990)
- Sabin Berthelot (1794-1880)
- Friedrich Julius Bieber (1873-1924)
- Thomas Bierschenk (1951)
- Ray Birdwhistell (1918-1994)
- Kaj Birket-Smith (1893-1977)
- Tore Bjørgo (1958)
- Sue Black (1961)
- Gisela Bleibtreu-Ehrenberg (1929)
- Robert Bleichsteiner (1891-1954)
- Frank Bliss (1956)
- Maurice Bloch (1939)
- Martin Block (1891-1972)
- Anton Blok, (1935)
- Heinrich Blochmann (1838-1878)
- Franz Boas (1858-1942)
- Viktor Valerianovitsj Boenak (1891-1979)
- Johannes Böhm (1485-1535)
- Vladimir Germanovitsj Bogoraz (1865-1936)
- Natalia Bolívar (1934)
- Johann Bollig (1821-1895)
- Michael Bollig (1961)
- Charlotte Booth (1975)
- Caroline Bond Day (1889-1948)
- Arnd Adje Both (1971)
- Walter Böttger (1925-1975)
- Pierre Bourdieu (1930-2002)
- John Gregory Bourke (1843-1896)
- Ursula Graham Bower (1914-1988)
- Erhard Brandl (1923-1974)
- Martin Brauen (1948)
- Anita Brenner (1905-1974)
- Lucas Bridges (1874-1949)
- William Tufts Brigham (1841-1926)
- Peter Heinrich Brincker (1836-1904)
- Jan Broekhuijse (1929-2020)
- Alice Mossie Brues (1913-2007)
- Elizabeth Brumfiel (1945-2012)
- Alfred Thomas Bryant (1865-1953)
- Alfred Bühler (1900-1981)
- Kristin Bühler-Oppenheim (1915-?)
- Ruth Bunzel (1898-1990)
- Kenelm Burridge (1922-2019)
- Georg Buschan (1863-1942)
- Kofi Abrefa Busia (1913-1978)

## C
- Lydia Cabrera (1899-1991)
- Cai Yuanpei (1868-1940)
- Roswith Capesius (1929-1984)
- Ruth Cardoso (1930-2008)
- Robert Carneiro (1927-2020)
- Johann Benedict Carpzov II (1639-1699)
- Barthelémy Carré de Chambon (1640-?)
- Bartolomé de las Casas (1484-1566)
- Carlos Castaneda (1925-1998)
- Matthias Alexander Castrén (1813-1852)
- Yeda Pessoa de Castro
- George Catlin (1796-1872)
- Ruth Cernea (1934-2009)
- Napoleon Chagnon (1938-2019)
- Ibn Chaldūn (1332-1406)
- Matvej Nikolajevitsj Changalov (1858-1918)
- Anne Chapman (1922-2010)
- Bernhard Chiari (1965)
- Isac Chiva (1925-2012)
- Henry Christy (1810-1865)
- Ward Churchill (1947)
- Pierre Clastres (1934-1977)
- Caspar Clee (1553-1602)
- James Clifford (1945)
- Glynn Cochrane
- Helen Codere (1917-2009)
- Robert Henry Codrington (1830-1922)
- Francisco Adolfo Coelho (1847-1919)
- Bill Cole (1937)
- Johnnetta Cole (1936)
- Jane Fishburne Collier
- Mary-Russell Ferrell Colton (1889-1971)
- Georges Condominas (1921-2011)
- John Montgomery Cooper (1881-1949)
- Camille Coquilhat (1853-1891)
- Mariza Corrêa (1945-2016)
- Armando Cortes-Rodrigues (1891-1971)
- Gudrun Corvinus (1931-2006)
- Miguel Covarrubias (1904-1957)
- Vincent Crapanzano (1939)
- John Crawfurd (1783-1868)
- Jeanne Cuisinier (1890-1964)
- Heinrich Cunow (1862-1936)
- Maud Cunnington (1869-1951)
- Edward Sheriff Curtis (1868-1952)
- Natalie Curtis (1875-1921)
- Frank Hamilton Cushing (1857-1900)
- Jovan Cvijić (1865-1927)

## D
- Andrew Murray Dale (?-1919)
- Friedrich Dalsheim (1895-1936)
- Hans Damm (1895-1972)
- Veena Das (1945)
- Alfons M. Dauer (1921-2010)
- Christoph Daxelmüller (1948-2013)
- Raymond Decary (1891-1973)
- Joseph Marie Degérando (1772-1842)
- Otto Dempwolff (1871-1938)
- Gustav Denhardt (1856-1917)
- Frances Densmore (1867-1957)
- Kurt Derungs (1962)
- Charles Descantons de Montblanc (1833-1894)
- Philippe Descola (1949)
- Georges Devereux (1908-1985)
- Adelaida G. de Díaz Ungría (1913-2003)
- Germaine Dieterlen (1903-1999)
- Karl-Heinz Dietzel (1893-1951)
- Hans-Dietrich Disselhoff (1899-1975)
- Hans Dietschy (1912-1991)
- Karl-Heinz Dietzel (1893-1951)
- Antoine Dim Delobsom (1897-1940)
- Hansjörg Dilger (1968)
- Debora Diniz (1970)
- Vilmos Diószegi (1923-1972)
- Adolf Dirr (1867-1930)
- Hans-Dietrich Disselhoff (1899-1975)
- Karl von Ditmar (1822-1892)
- Kunz Dittmer (1907-1969)
- Roland Burrage Dixon (1875-1934)
- Gregor Dobler (1971)
- Martin Dobrizhoffer (1717-1791)
- Kai Donner (1888-1935)
- Samuel Shaw Dornan (1871-1941)
- Walter Dostal (1928-2011)
- Mary Douglas (1921-2007)
- Dina Dreyfus (Dina Lévi-Strauss; 1911-1999)
- Philip Drucker (1911-1982)
- Cora DuBois (1903-1991)
- Gertrude Duby-Blom (1901-1993)
- Hans Peter Duerr (1943)
- Louis Dumont (1911-1998)
- Alan Dundes (1934-2005)
- Prane Dunduliene (?-?)
- Anne E. Dünzelmann (1941)
- André Dupeyrat (1902-1982)
- Nancy Dupree (1927-2017)
- Eunice Ribeiro Durham (1932)
- Émile Durkheim (1858-1917)
- Alicia Dussán (1920)
- Richard Dybeck (1811-1877)
- Ursula Dyckerhoff (1930-2004)
- Karl Dyroff (1862-1938)

## E
- Wolfram Eberhard (1909-1989)
- Georg Eckert (1912-1974)
- Marion Eggert (1962)
- Billy Ehn (1946)
- Omar Rolf von Ehrenfels (1901-1980)
- Paul Ehrenreich (1855-1914)
- Christopher Ehret (1941)
- Matthias Johann Eisen (1857-1934)
- Adolphus Peter Elkin (1891-1979)
- Alfred Burdon Ellis (1852-1894)
- Florence Hawley Ellis (1906-1991)
- Georg Elwert (1947-2005)
- Jeanette Erazo Heufelder (1964)
- Mario Erdheim (1940)
- Richard Erdoes (1912-2008)
- Eduard Erkes (1891-1958)
- Ivor Hugh Norman Evans (1886-1957)
- John Evans (1770-1799)
- Edward Evans-Pritchard (1902-1973)
- Walter Evans-Wentz (1878-1965)
- Erhard Eylmann (1860-1926)

## F
- Johannes Fabian (1937)
- David Fanshawe (1942-2010)
- Percy Fawcett (1867-1925)
- Christian Feest (1945)
- Fei Xiaotong (1910-2005)
- Hubert Fichte (1935-1986)
- Jerzy Ficowski (1924-2006)
- Annemarie Fiedermutz-Laun (1939)
- Hans Findeisen (1903-1968)
- Otto Finsch (1839-1917)
- Joseph-Anténor Firmin (1850-1911)
- Raymond Firth (1901-2002)
- Eberhard Fischer (1941)
- Hans Fischer (1932-2019)
- Henri Théodore Fischer (1901-1976)
- Mareile Flitsch (1960)
- Daryll Forde (1902-1973)
- Johann Georg Adam Forster (1754-1794)
- Johann Reinhold Forster (1729-1798)
- Meyer Fortes (1906-1983)
- Reo Franklin Fortune (1903-1979)
- Kathrine French (1922-2006)
- Catherine Fowler (1940)
- Richard Franke (1944)
- Ronnie Frankenberg
- James Frazer (1854-1941)
- Jürgen Wasim Frembgen (1955)
- Maurice Freedman (1920-1975)
- Derek Freeman (1916-2001)
- Morton Fried (1923-1986)
- Georg Friederici (1866-1947)
- Jonathan Friedman
- Adolf Friedrich (1914-1956)
- Leo Frobenius (1873-1938)
- Peter Fuchs (1928-2020)
- Christoph von Fürer-Haimendorf (1909-1995)

## G
- Leo Gabriel (1945)
- Joaquin Galarza (1928-2004)
- Klaas Galis (1910-1999)
- Katharina Galor (1966)
- Herbert Ganslmayr (1937-1991)
- Viola Garfield (1899-1983)
- Roland Garve (1955)
- Albert Samuel Gatschet (1832-1907)
- Clifford Geertz (1926-2006)
- Thomas Geider (1953-2010)
- Alfred Gell (1945-1997)
- Ernest Gellner (1925-1995)
- Arnold van Gennep (1873-1957)
- Richard Gerlach (1899-1973)
- Halleh Ghorashi (1962)
- Michel Giacometti (1929-1990)
- Katya Gibel Mevorach (1952)
- William Wyatt Gill (1828-1898)
- Francis James Gillen (1855-1912)
- Andre Gingrich (1952)
- Nikolaj Michajlovitsj Girenko (1940-2004)
- Hallgerður Gísladóttir (1952-2007)
- Bernt Glatzer (1942-2009)
- Max Gluckman (1911-1975)
- Maurice Godelier (1934)
- Lélia Gonzalez (1935-1994)
- Edgardo González Niño (1926-2002)
- Juan González de Mendoza (1545-1618)
- Jane C. Goodale (1926-2008)
- Lucy Goodison
- Jack Goody (1919-2015)
- Kathleen Gough (1925-1990)
- Virginia Grace (1901-1994)
- David Graeber (1961-2020)
- Fritz Graebner (1877-1934)
- Charlotte von Graffenried (1930-2013)
- Wilhelm Grau (1910-2000)
- Vera Green (1928-1982)
- Ina-Maria Greverus (1929-2017)
- Marcel Griaule (1898-1956)
- George Bird Grinnell (1849-1938)
- Ernst Grosse (1862-1927)
- Wilhelm Grube (1855-1908)
- Gerd Grupe (1955)
- Trudi Guda (1940)
- Jean Guiart (1925-2019)
- Erna Gunther (1896-1982)
- Martin Gusinde (1886-1969)
- Bruno Gutmann (1876-1966)

## H
- Joachim Otto Habeck
- Eike Haberland (1924-1992)
- Eike Haenel (1938-2018)
- Eduard Hahn (1856-1928)
- Karin Hahn-Hissink (1907-1981)
- Ernst Halbmayer (1966)
- Horatio Hale (1817-1896)
- Edward T. Hall (1914-2009)
- Dieter Haller (1962)
- Franz Josef Haller (1948)
- Ida Halpern(1910-1987)
- Wilfrid Dyson Hambly (1886-1962)
- Paul Hambruch (1882-1933)
- V. U. Hammershaimb (1819-1909)
- Amadou Hampâté Bâ (1900-1991)
- Ernest Hamy (1842-1908)
- Edward Smith Craighill Handy (1892-1980)
- Wanda Hanke (1893-1958)
- Christopher Hann (1953)
- Roland Hardenberg (1967)
- Marvin Harris (1927-2001)
- Günther Hartmann (1924-2012)
- Margaret Hasluck (1885-1948)
- Martin Hassen (1677-1750)
- Thomas Hauschild (1955)
- Brigitta Hauser-Schäublin (1944)
- Eberhard Haußmann (1958-2006)
- Artur Hazelius (1833-1901)
- Sven Hedin (1865-1952)
- Franz Heger (1853-1931)
- Wilhelm Hein (1861-1903)
- Robert von Heine-Geldern (1885-1968)
- Hans-Jürgen Heinrichs (1945)
- Karl Helbig (1903-1991)
- Gerrit Jan Held (1906-1955)
- Marcel Hénaff (1942-2018)
- Gregorio Hernandéz de Alba (1904-1973)
- Herodot von Halikarnassos (484-435/430 v.C.)
- George Herzog (1901-1983)
- Rolf Herzog (1919-2006)
- Michael Herzfeld
- Michael Hesch (1893-1979)
- Ferdinand Hestermann (1878-1959)
- Toshitaka Hidaka (1930-2009)
- Carl Hiekisch (1840-1901)
- Martín von Hildebrand (1943)
- Clara Himmelheber (1970)
- Hans Himmelheber (1908-2003)
- Ulrike Himmelheber (1920-2015)
- Walter Hirschberg (1904-1996)
- Ian Hodder (1948)
- Walter Hough (1859-1935)
- Brian Houghton Hodgson (1800-1894)
- Wilhelm Hofmayr
- Uno Holmberg-Harva (1882-1949)
- Wim Hoogbergen (1944-2019)
- Mihály Hoppál (1942)
- Friedrich von Horn Fitz-Gibbon (1919-1958)
- Götz von Houwald (1913-2001)
- Huang Xianfan (1899-1982)
- Hugo Huber (1919-2014)
- Renzo Pi Hugarte (1934-2012)
- Alexander von Humboldt (1769-1859)
- John Henry Hutton (1885-1968)

## I
- Ibn Chaldūn (1332-1406)
- Oskar Iden-Zeller (1879-1925)
- Jürg von Ins (1953)
- Andreas Iris (1540-1600)
- Antonio Ive (1851-1937)

## J
- Arnold Jacobi (1870-1948)
- Christian Jäggi (1952)
- Eliezer Ben-Jehuda (1858-1922)
- Adolf Ellegard Jensen (1899-1965)
- Jürgen Jensen (1938)
- Karl Jettmar (1918-2002)
- Wilhelm Joest (1852-1897)
- Ulla Johansen (1927)
- Basil Johnston (1929-2015)
- Arthur Morris Jones (1889-1980)
- Paul-Ernest Joset (1909-1981)
- Jan Petrus Benjamin de Josselin de Jong (1886-1964)
- Franz Wilhelm Junghuhn (1809-1864)
- Henri-Alexandre Junod (1863-1934)

## K
- Apolo Kagwa (1869-1927)
- Raimund Friedrich Kaindl (1866-1930)
- Paul Kane (1810-1871)
- Felix Philipp Kanitz (1829-1904)
- Bruce Kapferer (1940)
- Vuk Karadžić (1787-1864)
- Abram Kardiner (1891-1981)
- Eliane Karp (1953)
- Rafael Karsten (1879-1956)
- Richard Karutz (1867-1945)
- Nikolaj Fjodorovitsj Katanov (1862-1922)
- Ruth Kellermann (1913-1999)
- George Kennan (1845-1924)
- Mary Kingsley (1862-1900)
- Johannes Pieter Kleiweg de Zwaan (1859-1909)
- Dmitri Aleksandrovitsj Klements (1847-1914)
- Stanisław Klimek (1903-1939)
- Sabine Klocke-Daffa (1956)
- Clyde Kluckhohn (1905-1960)
- Wilhelm Knappe (1855-1910)
- Alexander Knorr (1970)
- André Köbben (1925)
- Gerd Koch (1922-2005)
- Lars-Christian Koch (1959)
- Theodor Koch-Grünberg (1872-1924)
- Klaus-Peter Koepping (1940-2017)
- Karl-Heinz Kohl (1948)
- Ludwig Kohl-Larsen (1884-1969)
- Ulrich Köhler (1937-2016)
- Werner Köhler (1929)
- Peter Kolb (1675-1726)
- Feliks Kon (1864-1941)
- Riena W. Kondo (1944)
- Peter-Robert König (1959)
- Viola König (1952)
- Wolfgang König (1925-1979)
- Wilhelm Koppers (1886-1961)
- Hâmit Zübeyir Koşay (1897-1984)
- August Kościesza-Żaba (1801-1894)
- Lawrence Krader (1919-1998)
- Augustin Krämer (1865-1941)
- Fritz W. Kramer (1941)
- Alexander Haggerty Krappe (1894-1947)
- Ulrike Krasberg (1950)
- Aurel Krause (1848-1908)
- Fritz Krause (1881-1963)
- Friedrich Salomon Krauss (1859-1938)
- Werner Krauß (1957)
- Manfred Kremser (1950-2013)
- Walter Krickeberg (1885-1962)
- Hans Krieg (1888-1970)
- David J. Krieger (1948)
- Michail Fomitsj Krivosjapkin (1825-1900)
- Alfred L. Kroeber (1876-1960)
- Theodora Kroeber (1897-1979)
- Albert Kropf (1822-1910)
- Esteban Krotz, (Stefan Krotz; 1947)
- Carl Wilhelm Leopold Krug (1833-1898)
- Ludwik Krzywicki (1859-1941)
- Gavriil Vasiljevitsj Ksenofontov (1888-1938)
- Gerhard Kubik (1934)
- Don Kulick
- Hugo Kunike (1887-1945)
- Liselotte Kuntner (1935)
- Friedrich Kussmaul (1920-2009)
- Karin Kusterer (1955)
- Gerdt Kutscher (1913-1979)

## L
- Carol Laderman (1932-2010)
- Francis La Flesche (1857-1932)
- Sture Lagercrantz (1910-2001)
- Alexandru Lambrior (1846-1883)
- Humphrey Lamur (1933)
- Ruth Landes (1908-1991)
- Gunnar Landtman (1878-1940)
- Hans Läng (1919-2012)
- Georg Heinrich von Langsdorff (1774-1852)
- Robert Gordon Latham (1812-1888)
- Reginald Laubin (1903-2000)
- Matthias Laubscher (1943)
- Berthold Laufer (1874-1934)
- Henri Lavachery (1885-1972)
- Edmund Leach (1910-1989)
- Henri Lavachery (1885-1972)
- Maurice Leenhardt (1878-1954)
- Otto Lehmann (1865-1951)
- Rudolf Lehmann (1887-1969)
- Robert Lehmann-Nitsche (1872-1938)
- Michel Leiris (1901-1990)
- Aitzpea Leizaola (1971)
- Guillaume Lejean (1828-1871)
- Carola Lentz (1954)
- Nicolas Leon (1859-1929)
- Paul Leser (1899-1984)
- Kurt Lettner (1937)
- Elsy Leuzinger (1910-2010)
- Lucien Lévy-Bruhl (1857-1939)
- Claude Lévi-Strauss (1908-2009)
- Oscar Lewis (1914-1970)
- Li Ji (1896-1979)
- Wolfgang Lindig (1925-2018)
- Ferdinand Linnus (1895-1942)
- Ralph Linton (1893-1953)
- Eva Lips (1906-1988)
- Julius Lips (1895-1950)
- Jacques Lizot (1938)
- Lucy Lloyd (18341914)
- Karl Christian von Loesch (1880-1951)
- Lorenz G. Löffler (1930-2013)
- Orvar Löfgren (1943)
- Andreas Lommel (1912-2005)
- Elias Lönnrot (1802-1884)
- Ivan Aleksejevitsj Lopatin (1888-1970)
- Barry Lopez (1945-2020)
- Éveline Lot-Falck (1918-1974)
- Robert Lowie (1883-1957)
- Steven Loza (1952)
- Andreas Lüderwaldt (1944)
- Ute Luig (1944)
- Carl Sophus Lumholtz (1851-1922)
- Katharine Luomala (1907-1992)
- Felix von Luschan (1854-1924)

## M
- Christian Maclagan (1811-1901)
- Henry Maine (1822-1888)
- Bronisław Malinowski (1884-1942)
- Xanthé Mallett (1976)
- George E. Marcus
- Joyce Marcus (1948)
- Robert Ranulph Marett (1866-1943)
- Peter Jan Margry (1956)
- Gennadi Markow (1923-2018)
- McKim Marriott
- Adeline Masquelier (1960)
- Herta Maurer-Lausegger (1953)
- Marcel Mauss (18721950)
- Ursula McConnel (1888-1957)
- Margaret Mead (1901-1978)
- Claude Meillassoux (1925-2005)
- Carl Meinhof (1857-1944)
- Brigitte Menzel (1930-1998)
- Joan Metge (1930)
- Alfred Métraux (1902-1963)
- Katya Gibel Mevorach (1952)
- Suzanna W. Miles (1922-1966)
- Sidney Mintz (1922-2015)
- J. Clyde Mitchell (1918-1995)
- Ruth Mohrmann (1945-2015)
- Lewis Henry Morgan (1818-1881)
- Fritz Morgenthaler (1919-1984)
- Max Moszkowski (1873-1939)
- Hermann Mückler (1964)
- Wilhelm Emil Mühlmann (1904-1988)
- Ernst Wilhelm Müller (1925-2013)
- Klaus E. Müller (1935)
- Wolfgang Müller (1953)
- Mark Münzel (1943)
- George P. Murdock (1897-1985)
- Barbara Myerhoff (1935-1985)

## N
- Siegfried Ferdinand Nadel (1903-1956)
- Horst Nachtigall (1924-2013)
- Ingo Nentwig (1960-2016)
- Hans Nevermann (1902-1982)
- Annegret Nippa (1948)
- Karl Anton Nowotny (1904-1978)

## O
- Jean-Pierre Olivier de Sardan (1941)
- Lila O'Neale (1886-1948)
- Aihwa Ong (1950)
- Michael Oppitz (1942)
- Sherry Ortner (1941)
- Gonzalo Fernández de Oviedo (1478-1557)

## P
- Louis Constant van Panhuys (1869-1949)
- Makereti Papakura (187-31930)
- Hans-Joachim Paproth (1942-2007)
- Mungo Park (1771-1806)
- Clara Passafari (1930-1994)
- Gertrud Pätsch (1910-1994)
- Denise Paulme (1909-1998)
- Lisa Peattie (1924-2018)
- Georg Pfeffer (1943-2020)
- Sarah Pink (1966)
- Dolores R. Piperno (1949)
- Julian Pitt-Rivers (1919-2001)
- Hans Plischke (1890-1972)
- Anton Ploeg (1933)
- Erich Friedrich Podach (1894-1967)
- Karla Poewe (1941)
- Jean Polet (1944)
- Angelina Pollak-Eltz (1932-2016)
- Hortense Powdermaker (1896-1970)
- Josephine Powell (1919-2007)
- Hanns J. Prem (1941-2014)
- Konrad Theodor Preuss (1869-1938)
- Anna Pujol Puigvehí (1947)

## Q
- Fátima Quintas (1944)

## R
- Alfred Radcliffe-Brown (1881-1955)
- Paul Radin (1883-1959)
- Helga Rammow (1925)
- Roy Rappaport (1926-1997)
- Helga Raschke (1935)
- Knud Rasmussen (1879-1933)
- Christian Rätsch (1957)
- Friedrich Ratzel (1844-1904)
- Johannes W. Raum (1931-2014)
- Otto F. Raum (1903-2002)
- Sohini Ray (1966)
- Otto Reche (1879-1966)
- Robert Redfield (1897-1958)
- Franz Remmel (1931)
- Barbara Renz (1863-1955)
- Hans Rhotert (1900-1991)
- Audrey I. Richards (1899-1984)
- Julien Ries (1920-2013)
- Berthold Riese (1944)
- Wilhelm Heinrich Riehl (1823-1897)
- Signe Rink (1836-1909)
- William Halse R. Rivers (1864-1922)
- Sidney Robertson Cowell (1903-1995)
- Eslanda Goode Robeson (1895-1965)
- Michelle Rosaldo (1944-1981)
- Renato Rosaldo (1941)
- Katherine Routledge (1866-1935)
- Clémence Royer (1830-1902)
- Bernard Rudofsky (1905-1988)
- Wolfgang Rudolph (1921-1999)

## S
- Anna Sadurska (1921-2004)
- Bernardino de Sahagún (1499-1590)
- Marshall Sahlins (1930)
- Anne Salmond (1945)
- Jane Samson (1962)
- Heleen Sancisi-Weerdenburg (1944-2000)
- Edward Sapir (1884-1939)
- Louis Sarno (1954-2017)
- Isaac Schapera (1905-2003)
- Reimar Schefold (1938)
- Markus Schindlbeck (1949)
- Otto Schlaginhaufen (1879-1973)
- Erhard Schlesier (1926-2018)
- Karl H. Schlesier (1927)
- Katesa Schlosser (1920-2010)
- Johann Schmeltz (1839-1909)
- Marianne Schmidl (1890-1942)
- Wilhelm Schmidt (1868-1954)
- Carl August Schmitz (1920-1966)
- David Schneider (1918-1995)
- Mathijs Schoffeleers (1928-2011)
- Rüdiger Schott (1927-2012)
- Katharina Schramm
- Rose-Claire Schüle (1921-2015)
- Meinhard Schuster (1930)
- Thomas Schweizer (1949-1999)
- Nils Seethaler (1981)
- Irmgard Sellnow (1922-2010)
- Elman Service (1915-1996)
- Lida Shaw King (1868-1932)
- Dorothy Shineberg (1927-2004)
- Cris Shore
- Marjorie Shostak (1945-1996)
- Hinrich Siuts (1932)
- Sergej Michajlovitsj Sjirokogorov (1887-1939)
- Barbara Smuts (1950)
- Günther Spannaus (1901-1984)
- Henry Morton Stanley (1841-1904)
- Vladimir Sergejevitsj Starikov (1919-1987)
- Alison Spedding (1962)
- Hans Peder Steensby (1875-1920)
- Karl von den Steinen (1855-1929)
- Irmtraud Stellrecht (1943)
- Miriam Sterman (1944-2020)
- Sara Yorke Stevenson (1847-1921)
- Julian Steward (1902-1972)
- Otto Stoll (1849-1922)
- Marilyn Strathern (1941)
- Bernhard Streck (1945)
- Ivo Strecker (1940)
- Bernhard Struck (1888-1971)
- William C. Sturtevant (1926-2007)
- Mary Hamilton Swindler (1884-1967)

## T
- Stanley Tambiah (1929)
- Minou Tavárez Mirabal (1956)
- Franz Termer (1894-1968)
- Alla Ter-Sarkisjants (1937-2019)
- Günther Tessmann (1884-1969)
- Bonno Thoden van Velzen (1933-2020)
- Germaine Tillion (1907-2008)
- Norman Tindale (1900-1993)
- Georg Thilenius (1868-1937)
- Hilde Thurnwald (1890-1979)
- Richard Thurnwald (1869-1954)
- Sergei Tokarew (1899-1985)
- Dietrich Treide (1933-2008)
- Hermann Trimborn (1901-1986)
- Nikolaj Sergejevitsj Troebetskoj (1890-1938)
- Mildred Trotter (1899-1991)
- Colin M. Turnbull (1924-1994)
- Victor Turner (1920-1983)
- Stephen A. Tyler (1932-2020)
- Edward Burnett Tylor (1832-1917)

## U
- Heinrich Ubbelohde-Doering (1889-1972)
- Max Uhle (1856-1944)
- Curt Unckel (1883-1945)
- Ruth Underhill (1883-1984)

## V
- László Vajda (1923-2010)
- Hendrik Vermeulen (1952)
- Giambattista Vico (16681744)
- Alfred Vierkandt (18671953)
- Rudolf Virchow (18211902)
- Boris Jakovlevitsj Vladimirtsov (1884-1931)

## W
- Günter Wagner (1908-1952)
- Theodor Waitz (1821-1864)
- Robert de Wavrin (1888-1971)
- Hans J. Wehrli (1871-1945)
- Gene Weltfish (1902-1980)
- Gisela Welz (1960)
- Diedrich Westermann (1875-1956)
- Siegrid Westphal-Hellbusch (1915-1984)
- Karl Weule (1864-1926)
- Leslie White (1900-1975)
- Maximilian zu Wied-Neuwied (1782-1867)
- Hans Alexander Winkler (1900-1945)
- Paul Wirz (1892-1955)
- Clark Wissler (1870-1947)
- Eric Wolf (1923-1999)
- Wilhelm Wundt (1832-1920)

## Z
- Otto Zerries (1914-1999)
- Jürgen Zwernemann (1929)